# Stereonephthya whiteleggi
Stereonephthya whiteleggi is een zachte koraalsoort uit de familie Alcyoniidae. De koraalsoort komt uit het geslacht Stereonephthya. Stereonephthya whiteleggi werd in 1905 voor het eerst wetenschappelijk beschreven door Kükenthal. 